# 堀口奈津美
堀口 奈津美（ほりぐち なつみ、1980年6月4日 - ）は、日本のAV女優。東京都出身、ティーパワーズ所属。

## 略歴
AD補助・イベントコンパニオン・レースクイーン・グラビアモデル等を経験し、その後、派遣スタッフ（事務職・登録型派遣による非正規雇用）として就業するが約1年で退職。2007年にデビュー。
2012年いっぱいを以って引退。その後、上野でバー「Top Field」を経営していたが、2013年で閉店。
2014年、広瀬奈々美名義でAV復帰。所属事務所をティーパワーズに移籍した為、「堀口奈津美」の芸名が使用不可となった。同年7月、セガのゲーム「龍が如く」のキャラクター化をかけたセクシー女優人気投票にエントリー。

## 人物
- 趣味は読書・ゲーム、特技はクラシックバレエ。後者は、幼い頃から修行に励んだが、諸事情によりバレリーナの道を断念した[4]。
- 3人兄弟の1番上。なお、西野翔と姉妹であると噂されてきたが（西野の旧ブログ記事が元になったと思われる）、「AV FREAK（2010年8月号）」誌上で二人は対談し、西野が姉妹である事を否定している。
- 1ヶ月に18本AVの撮影をして、急性胃腸炎で倒れたことがある[9]。
- 2009年6月19日の「エムPの安達チャンネル」（あっ!とおどろく放送局）にゲスト出演し、2005年7月 - 9月の「夜遊びメールバトル 金曜」の司会者「JUN」でやっていたことを明かしている。また、失踪した[誰?]理由について「女子プロに行かないといけなくなった」と語っている。
- チェーン店の立ち食い蕎麦・うどん店では「富士そば」を好む[10]。

## 作品

### アダルトビデオ
- 狙われた人妻 第3章 無理やり犯される5人の人妻たち（10月13日、隼エージェンシー）他出演:水野美香、青山亜里沙、はるか悠、藤咲飛鳥
- なでしこデビュー（10月20日、Nadeshiko（なでしこ））
- 美容師になりすましたレズたちが女性客をヤる（11月7日、カッコイイ!）他出演:一条楓、安西夏帆、伊吹ゆうな、小阪ルリ、小西真麻、chiri
- 時間よ止まれ! パート8 （11月8日）
- こだわりの手コキ 4時間SP VI 30人のハンドメイド（11月10日、隼エージェンシー）他29名出演
- 若妻の誘惑 奈津美（11月16日、Nadeshiko（なでしこ））
- 犯られた人妻たち 11章 中出しされる4人の人妻（11月16日、Nadeshiko（なでしこ））オムニバス作品 他出演:中島京子、那月りの、高坂レイ
- 美尻妻 欲求不満の人妻列伝（11月16日、映天）
- 飼い殺し 首輪をされた女教師（11月22日、ヒビノ）
- 淫らなお姉さんは好きですか 23（11月30日、クリスタル映像）他出演:加藤ツバキ、春名えみ、香取衣菜、常盤みちる
- 職業を持つ人妻たち2.0 恩田ほのか（29） 中堅出版社副編集長（11月30日、マキシング）
- 変態恥療院 第3診察室（12月7日、クリスタル映像）他出演:風間ゆみ、春うらら、安藤なつ妃、秋本由香里
- 人妻密会 官能旅行（12月8日、フリービジョン）他出演:結川るり、生田沙織
- オナニスト 第19章（12月8日、隼エージェンシー）他多数出演
- セレブ妻不倫リポート VOL.21（12月11日、プレステージ）
- Homeless Rape 4（12月15日、グローリークエスト）共演:佐伯奈々 他
- 人妻牝犬調教（12月17日、Nadeshiko（なでしこ））
- 中出しされた人妻たち 第7章（12月19日、BRAVO）他出演:高坂レイ、花野真衣、月嶋りお、芳本みゆ
- 現役トップアスリート最強女王決定戦!! 6時間2枚組（12月20日、SODクリエイト）共演:佐伯奈々、蜜井とわ、大石もえ、高瀬みどり 他
- 義姉さん、昼間からよばいです 20（12月21日、クリスタル映像）他出演:吉永夕子、安藤まな、紺野麻衣、西村潤、流川レナ
- お嬢さまはバックがお好き（12月21日、クリスタル映像）他出演:真中かおり、春野さくら、あとみるみ、相楽あゆみ、四ツ葉あおい
- 怒り手コキ2（12月25日、しのだプロジェクト）他出演:星優乃、早坂めぐ、緒川さら、中谷瑠華、上原優、下北やよい、森雫
- 巨乳若妻はお好きですか?（12月27日、光夜蝶）

- 近親相姦 お母さんの美尻（1月1日、ワンズファクトリー）
- お忍び不倫旅行（1月1日、NIRVANA）他出演:坂上友香
- 美人OLのランチタイム オフィス街の肉欲交尾（1月3日、グローリークエスト）他出演:朝日なな、佐伯奈々、京野明日香
- 人妻 奴隷契約（1月5日、ワープエンタテインメント）
- いい乳◆夢気分 伊豆（1月5日、V&Rプロダクツ）
- 堀口奈津美のスイミング教室（1月5日、アキノリ）
- 人妻ナイトクルーズ 11 Nさん（1月11日, prestige）
- おはズボッ!待ってッ マジ無理!ありえない!!（1月11日、アテナ映像）他出演:みづき菜奈、並木沙耶、飯島くらら、奈々倉リン、紅城まゆ
- フェラコレ2008冬SP（1月12日、隼エージェンシー）他多数出演
- COOL BEAUTY（1月12日、フリービジョン）他出演:伊沢千夏、川原真梨子
- 現役トップアスリート 肉体情報完全名鑑（1月17日、SODクリエイト）共演:大石もえ、蜜井とわ、佐伯奈々、高瀬みどり、川愛加奈 他
- 接吻浮気大戦（1月17日、ディープス）共演:伊吹りこ、志村玲子
- 厳選素材（1月19日、みるきぃぷりん♪）
- エロ人妻温泉密会（1月25日、シャッフル）
- 現役 超軟体アスリート過激大乱交（2月7日、SODクリエイト）共演:上野さくら、小泉マキ
- 私は痴女 人妻編 奥さん!この匂い好きやねん（2月8日、クリスタル映像）他出演:丸川さゆり、斉藤容子、緒方瑠美、華蝶楓月、榊原四季
- 人妻保育園（2月19日、MARIA）
- 義母 奈津美（2月27日、フラットコーポレーション）
- セクハラ 8 派遣のくせに私に逆らうのか!?君は私の性欲処理係だ（2月29日、アテナ映像）他出演:中原琴美、小日向しおり、吉永あき
- 過激!!ノンストップLIVE -エンドレスファッカー-（3月1日 ANIMALIJO）
- 社長秘書はインテリ痴女（3月1日 ワンズファクトリー）
- 義姉 〜禁断の肉欲〜（3月6日、ヒビノ）
- 堀口奈津美のピラティス講座（3月6日、アキノリ）
- 女犯（3月7日、桃太郎映像出版） 他出演：nao.、石黒京香、松野ゆい
- 溢れだす美熟女の泉 〜おもらし女教師・奈津美〜（3月7日、マドンナ）
- 白衣の女校医 11（3月14日、クリスタル映像）他出演:押切あやの、木嶋さやか、藤原レナ
- 強制レイプマニアックス 13（3月14日、メディアバンク）他出演:原千尋、石原あすか、永井優香、小沢優
- 秘書in… [脅迫スイートルーム] Secretary Natsumi（27）（3月15日、ドリームチケット）
- 異常性欲若妻アルバム（3月17日、Nadeshiko（なでしこ））
- 巨乳天国おっぱいパブ（3月21日 ROCKET）共演:愛菜りな、花野真衣、桜亜美利、石黒沙良
- 和服妻の柔肌 8 夫のそばで義弟に抱かれ不貞密通の快楽に堕ちる若妻（3月21日、アテナ映像）他出演:天宮まなみ、真島みゆき、北原夏美
- お姉さんの生パンスト（3月25日、しのだプロジェクト）他出演:星優乃、真島みゆき、浅尾真希、吉永夕子、ゆかり
- 犯された傲慢女教師（4月1日、ANIMALIJO）
- 見つめられたまましゃぶられてイってしまった僕（4月1日、ワンズファクトリー）他出演:風間ゆみ、蜜井とわ、愛菜りな、五十嵐こころ、泉まりん、那月りの、桜井春、佐伯奈々、妃乃ひかり、夏芽涼、南沙也香
- 302号室の桃尻奥さん。（4月3日、タカラ映像）
- 誘惑ミセス 81（4月4日、U&K）
- 団地妻生中出し 12（4月4日、TMA）他出演:赤西涼、伊沢千夏、小島エミ
- 陵辱・拘束・絶頂。Burrying（4月7日、桃太郎映像出版）
- みるスポ!（4月7日、みるきぃぷりん♪）
- 美脚中出し VI（4月12日、隼エージェンシー）他出演:香椎杏子、結川るり、花野真衣、桜井春、星優乃
- キモ男に犯される女教師（4月13日、マルクス兄弟）
- 乳首の弱いカノジョと僕が、互いに乳首を責めあいました。2 撮り下ろし×10編（4月15日、ワープエンタテインメント）他出演:橘れもん、高瀬七海、桜井梨花、村上里沙、小栗杏菜、神楽メイ、ICHIKA、今野梨乃、花野真衣
- 悦虐の折檻調教 未亡人（4月17日、アイエナジー）
- 超デジモ（4月18日、レアル・ワークス）
- 鬼イカセ スペシャル 一泊二日のイカセ合宿（4月18日、レアル・ワークス）共演:大石もえ、持田茜、春名えみ
- 爆乳ふたなりレズビアン（4月19日、ドグマ）共演:蜜井とわ
- GAL女教師☆集団乱交（4月19日、kira☆kira）共演:北島玲、村上りさ、星倉なぎさ、乙羽ナナ
- 私の妻を抱いてください…（4月20日、ゲインコーポレーション）
- 僕のおばさん（4月25日、マドンナ）
- 生若妻 〜飲み仲間のエロ巨乳妻との変態不倫日記〜（5月1日、チーム川崎）
- FELLATIO FESTIVAL 9（5月1日、アイデアポケット）他多数出演
- 浮ついた情事（5月5日、ワープエンタテインメント）
- 実録・おもらし三昧（5月7日、AVS）
- 美脚×ローライズ短パン×露出デート（5月13日、マルクス兄弟）
- おいらん（5月19日、桃太郎映像出版）
- 公開連続アクメ実験ショー 第四幕（5月22日、アイエナジー）
- 本当に見たかった HOW ♂O 護身術（5月22日、Hunter）
- 堕ちたホステス調教レズレイプ vol.9（5月23日、U&K）共演:東野愛鈴
- 成熟した肉体と卑猥なセックス（5月25日、マドンナ）
- 待ったなし!ガチエロ2008（5月25日、しのだプロジェクト）共演:風間ゆみ
- セレブ妻拘束調教（6月1日、ワンズファクトリー）
- 巨乳キャットファイト!（6月1日、V（ヴィ））共演:安藤ゆき、杉田わか、片桐真冬、AYA、鳴海せいら、近藤優希、前田あすま
- ボディコン騎女（6月5日、ワープエンタテインメント）
- アクメで殺して――（6月5日、WOMAN）
- 指電角オナニー（6月6日、U&K）
- 美人若妻陵辱羞恥（6月6日、映天）
- 顔を舐める（6月6日、映天）他出演:辻さき、加瀬あゆむ、七瀬ゆうり
- ノーモザイク（6月13日、カルマ）
- 独占!!（6月13日、クリスタル映像）
- イッたばかりのチンポを強制連続発射!（6月13日、マルクス兄弟）他出演:鮎川なお、浜崎りお、小坂めぐる、北原夏美
- となりの美人妻 第5章 7人の美人妻たち（6月14日 隼エージェンシー）他出演:純名もも、葉月奈穂、藤咲さくら、清原りょう、麗花、辻本りょう
- 一撃!!舌上発射（6月15日、ワープエンタテインメント）他出演:鷹宮りょう、水谷ひとみ、長澤リカ、橘れもん、香椎杏子、水朝美樹、佐藤江梨花、亜佐倉みんと、青山ゆい
- 巨乳コギャルズオフィスレディー（6月19日、イエロー）共演:飯島夏希、澄川ロア、真田春香
- 24人の乳もみインタビュー 4時間 2（6月20日、TMA）他23名出演
- ひもオナ 【人妻大尻編】（6月21日、ラハイナ東海）他出演:藤原ひとみ、七瀬かすみ、内田理緒
- 接吻や乳首を舐められながら手コキされた僕。 3（7月1日、ワンズファクトリー）他出演:蜜井とわ、浜崎りお、葉月奈穂、真田春香、花野真衣、香椎杏子、彩花ゆめ、羽野理沙、那月りの、南まりん、早乙女美奈子、明佐奈
- 麻薬捜査官 ヤク漬け膣痙攣（7月4日、アイエナジー）
- レズビアン花嫁 VOL.2（7月4日、映天）共演:佐伯奈々
- 逆ナンパ中出し 4 ナンパして中出しさせる7人のギャル（7月12日 隼エージェンシー）他6名出演
- フェラコレ2008夏SP（7月12日 隼エージェンシー）他多数出演
- 騎乗位好きによる騎乗位好きの為の騎乗位ビデオ 完全撮り卸しVIRTUAL主観（7月13日、カルマ）他出演:風間ゆみ、一条楓、夏野かおり
- 非日常的悶絶遊戯 アクアビクスインストラクター、奈津美の場合（7月13日、AVS）
- E-BODY（7月13日、E-BODY）
- 近親相姦 僕のママはいやらしい体をした潮吹きドスケベ女です（7月17日、グローリークエスト）
- 手コキでベロちゅ〜 3（7月19日、イエロー）他出演:彩花ゆめ、永瀬あき、風間ゆみ、羽田夕夏、葉月奈穂、北島玲、真田春香、南芽衣奈、蜜井とわ、美島遥、七海りん
- kira☆kira女教師GALS 4時間SPECIAL（7月19日、kira☆kira）他出演:MARINA、秋川ルイ、羽田夕夏、妃乃ひかり、佐藤江梨花、飯島夏希、春名えみ、北島玲、麗花、村上里沙、雨音しおん、乙羽ナナ、蜜井とわ、星倉なぎさ
- Bad Girl バーチャル痴女 02（7月20日、ホットエンターテイメント）他出演:春名えみ
- 豊潤麗し競泳水着（7月25日、マドンナ）
- ザーメン中出し凌辱プリマドンナ（8月1日、ワンズファクトリー）
- 張り型チンポ自慰 01（8月1日、ワンズファクトリー）他出演:星野あかり、妃乃ひかり、大沢佑香、小栗杏菜、夏川亜咲、愛乃彩音、辻さき、浅田ちち、新垣さくら、須真杏里、桐島冴子
- 美脚で虐める最高の足コキ発射!（8月1日、ワンズファクトリー）他出演:花野真衣、大沢佑香、天海ゆり、松嶋侑里、澄川ロア、茅ヶ崎ありす、村上里沙、鮎川真咲、北原夏美、竹内順子、一戸のぞみ
- 誘惑、女教師。（8月5日、ドリームチケット）
- 義父に犯されて… 美嫁いぢり（8月7日、マドンナ）
- ネチョレズ! VOL.2（8月8日、U&K）共演:東野愛鈴 他出演:辻本りょう、真中かおり、秋本由香里、南沙也香
- チ●ポは自分でシゴきますから、それ以外の「接吻」とか「乳首責め」とか「亀頭チロチロ舐め」とかのお手伝いは、ぜ〜んぶお姉さんがシテ下さい。2（8月15日、ワープエンタテインメント）他出演:橘れもん、千堂ゆりあ、愛菜りな、辻さき、桜井春、青山れあ、浅田ちち、鷹宮りょう、一戸のぞみ
- 巨乳人妻町内会（8月19日、イエロー）共演:葉月奈穂、妃乃ひかり、北島玲
- 脱ぎたてホクホクパンティー手コキ&フェラ（8月19日、イエロー）他出演:辻さき、浜崎りお、風間ゆみ、妃乃ひかり、飯島夏希、星優乃、真田春香、永瀬あき、高瀬七海、澄川ロア、愛菜りな
- 義理の喪服三姉妹、心のスキマはアソコで埋めて…。（8月19日、アンナと花子）共演:北島玲、橘未稀
- 温泉GALS☆潮吹き大乱交（8月19日、kira☆kira）共演:北島玲、村上里沙、乙羽ナナ、星倉なぎさ
- 羞恥の女教師 中出し20連発（9月4日、アイエナジー）
- 悪戯 インケイジュ（9月5日、ワープエンタテインメント）共演:村上里沙
- 濡れ嫁・羞恥介護 〜義父の柔肌調教〜（9月7日、マドンナ）
- 団地妻 愛欲に濡れ続ける3時間（9月12日、ビッグモーカル） 他出演：水野優、天海ゆり、松浦ユキ、藤咲飛鳥、はるか悠
- 僕の上司はツンデレ痴女 国際線CA編（9月13日、マルクス兄弟）
- 禁断介護19 〜嫁と義父の秘縛性〜（9月18日、グローリークエスト）
- ソープの殿堂（9月18日、ディープス）
- 痴女噴射家族（9月19日、ドグマ）
- 302号室の桃尻奥さん。2（10月2日、タカラ映像）
- MADAM QUEEN×DANCING FUCK（10月7日、マドンナ）
- 中出し人妻暴行 膣で罰を受ける人妻たち3時間（10月10日、ビッグモーカル）他出演:村上涼子、艶堂しほり、水野優、高坂保奈美
- KARMA未公開作品集（10月13日、カルマ）他出演:浜崎りお、風間ゆみ、宝月ひかる、松嶋れいな、姫野愛、佐藤江梨花、天乃みお、鮎川なお、一ノ瀬あきら
- CFNM◆働くお姉さん（10月15日、ワープエンタテインメント）他出演:村上里沙、鮎川なお、雪見紗弥、藤宮櫻花、艶堂しほり、七瀬かすみ、長谷川あゆみ、村上涼子、山口玲子
- 不良少女と義理の母（10月19日、アンナと花子）共演:茅ヶ崎ありす、叶志穂
- 華麗なる変態家族 堀口家の人々（11月1日、AVS）
- 団地妻の憂い（11月6日、アイエナジー）
- 憧れの奥さん 〜そんな仕草されたら我慢できないよ〜（11月6日、タカラ映像）
- 真性潮吹き大乱交　かけまくり浴びまくり271発4時間（11月13日、MOODYZ）共演:水玉レモン、大沢佑香、西野翔、星優乃
- ちんぐり返しアナル舐め手コキ（11月19日、イエロー）他出演:永瀬あき、浜崎りお、高瀬七海、星優乃、愛菜りな、澄川ロア、妃乃ひかり、葉月奈穂、北島玲、小森もも、一戸のぞみ
- 官能小説朗読オナニ〜 4（11月19日、イエロー） 他出演：工藤れいか、紅城まゆ、真田春香、辻さき、風間ゆみ、南沙也香、澄川ロア、桃咲まなみ、妃乃ひかり、藤宮櫻花、平井柚葉
- 潮吹き淫乱M女・堀口奈津美を1日あなたのいいなり女子社員にしてみませんか?（11月20日 ROCKET）
- 陵辱!淫乱高身長女教師マシンバイブ（11月20日 サディスティックヴィレッジ）
- ドリームウーマンDX（11月22日、MOODYZ）共演:小澤マリア、鷹宮りょう ※AVグランプリ2009 エントリー作品
- レズビアンヴァンパイア（11月22日、U&K）共演:佐伯奈々、涼宮ラム、麻生亜衣 ※AVグランプリ2009 エントリー作品
- 大胆な姉（11月25日、マドンナ）
- 美熟女たちの自画撮り本気オナニー ぜ〜んぶ撮りおろし!（11月25日、マドンナ） 他出演：倖田李梨、芦沢彩乃、白坂百合、翔田千里、押切あやの
- NO.1美女軍団 銀行強盗事件 中出し50連発 8周年記念作品（12月4日、アイエナジー） 共演：小坂めぐる、辻さき、村上里沙、松野ゆい
- 羞恥!強制潮吹きマシンパンツで街中を引き廻せ!6（12月4日、サディスティックヴィレッジ）
- 背徳の団地妻 昼下がりの下半身事情（12月7日、マドンナ）
- パイパン潮吹きFUCK（12月13日、MOODYZ）
- 感じる人妻 〜招かれざる客〜訪問編（12月13日、UGANDA）
- ハーレム 3（12月19日、ミスター・インパクト） 共演：うるみゆう、桃咲まなみ
- 見られただけで潮が出ちゃうの。（12月19日、乱丸）

- 美熟女イカセ痙攣3時間（1月1日、NIRVANA）他出演:大野梨華、綾瀬みさ、北原夏美、藤咲凛子、富永ひろ美、君嶋かほり、愛乃彩音、若林美保、竹内翔子、小林里穂
- 誘惑 おねだりセレブ妻の生態（1月1日、ワンズファクトリー）他出演:響鳴音、長澤リカ、蜜井とわ、小林芽衣、南沙也香
- 悶絶美熟女の卑猥な日常 化粧品販売のOL、奈津美とのぞみの場合（1月7日、マドンナ）共演:一戸のぞみ
- 夢の一夫多妻（1月13日、MOODYZ）共演:白石さゆり、村上里沙、風間ゆみ
- 絶対にハサまれたい巨乳が、そこにはある（1月15日、ワープエンタテインメント）他出演:小坂めぐる、橘れもん、大塚咲、妃乃ひかり、北島玲、澄川ロア、羽田未来、中森玲子
- おはズボッ!待ってッ マジ無理!ありえない!!（1月16日、アテナ映像）他出演:みづき菜奈、並木沙耶、飯島くらら、奈々倉リン、紅城まゆ
- ゴックンVENUS（1月19日、MOODYZ）共演:青木玲
- 乱痴（1月20日、ホットエンターテイメント）他出演:麻生岬、北田優歩、春名えみ
- 美熟女マッサージ師の手淫でたっぷり精子を出しちゃった!（1月25日、マドンナ）他出演:倖田李梨、芦沢彩乃、白坂百合、翔田千里、押切あやの
- 匂いたつパンストの誘惑 インテリ秘書・奈津美のグラマラス美脚（2月7日、マドンナ）
- 人妻の履歴書 第6章 無理やり犯された12人の人妻たち（2月15日 隼エージェンシー）他出演:雨音しおん、加瀬あゆむ、紅月ルナ、水野美香、南つかさ、山城美姫、月嶋りお、中島京子、三浦亜沙妃、天宮まなみ、一ノ瀬あきら
- ダンス教室レズビアン 若い巨乳レオタードに欲情するインストラクターダブル痴女（2月19日、アンナと花子）共演:伊藤あずさ、妃乃ひかり
- 男殺油地獄 2（2月20日、レアル・ワークス）共演:花野真衣
- 誘惑のお義母さん（3月13日、マルクス兄弟）他出演:瀬戸ゆうき、山口玲子、流川純、町村小夜子、北原夏美
- X時間 エクスタシー 27（3月13日、ゴマブックス）
- 熟女が拘束され加藤鷹にイカサレまくるビデオ!（3月13日、溜池ゴロー）
- フェラコレ 熟女編 4 21人のフェラマダム（3月15日 隼エージェンシー）他出演:立花れん、加藤ツバキ、高坂保奈美、愛乃彩音、鮎原かおり、羽鳥澄香、艶堂しほり、坂本梨沙、榊原四季、山口智美、若槻尚美、秋元夏希、常盤あすか、星優乃、川上ゆう、中原綾香、楠木爽子、美希、野村真央、林なお
- 人妻潮吹き町内会（3月19日、イエロー）共演:星優乃、藤宮櫻花、一戸のぞみ
- 義理の潮吹き母親は、一人娘をアクメ調教M女開発（3月19日、クロス）共演:成瀬心美
- kira☆kira SPECIAL 極上BODY☆潮吹き大乱交 Vol.2（3月19日、kira☆kira）共演:花野真衣、澄川ロア、椎名ルイ
- 世界で一番大きなチンポを持つ男のSEX（3月19日、ROOKIE）共演:妃乃ひかり、大塚咲、村上里沙
- エロい美熟女の巨尻誘惑（3月25日、マドンナ）
- 魅惑のゴックン女教師（4月1日、MOODYZ）
- 熟女VS小娘（4月10日、アップス）共演:平塚ゆい
- 熟女イカせ潮吹きトランス（4月13日 マルクス兄弟）共演:高坂保奈美
- レズビアン濃厚スプラッシュエクスタシー（4月19日、アンナと花子）共演:乃亜
- 巨乳潮吹きW痴女（4月19日、ROOKIE）共演:一戸のぞみ
- 犯された義姉（4月25日、マドンナ）
- 究極ボディ凌辱トリプル乱交レイプ（4月25日、ダスッ!）共演:水城奈緒、くるみ
- 《アラサー【26歳〜35歳】》 人妻不倫セックス（4月25日 エマニエル） 他出演：伊吹怜、藤宮櫻花、葦沢鳴海、上原優、彩乃
- 無理矢理に連続で2回出さされる手コキ（5月1日、ワンズファクトリー）他出演:一ノ瀬あきら、石川みずき、一戸のぞみ
- 揉み責め×乳イキ×敏感乳房（5月13日 マルクス兄弟）他出演:大沢佑香、風間ゆみ、葉月奈穂、早川瀬里奈、藍花、一ノ瀬あきら、高坂保奈美、中森玲子、有沢実紗
- 中出し240 ナンパして中出しさせる女たち（5月15日 隼エージェンシー）他出演:東野愛鈴、花野真衣、亜紗美、清原りょう、加藤ツバキ、姫川りな、花宮あみ、涼華りょう、香椎杏子、七瀬ゆうり、南沙也香、愛菜りな
- 人妻の淫らな性癖 犯され！誘惑して！欲望を満たす12人の人妻（5月15日 隼エージェンシー）他出演:望月ゆみ、花宮あみ、村上涼子、辻本りょう、葉月奈穂、清原りょう、加藤ツバキ、ほしのまき、七瀬ゆうり、浅田ちち、麗華
- 同性接吻　-濃密レズキスづくし-（5月18日 LADIES♀ROOM）他多数出演
- オナニー パラノイア（5月19日 ドグマ）
- 月刊近親相姦大全集 第十五巻（5月20日 NEXT GROUP）他出演:前田すず、宮崎彩香、廣野すみれ、水島裕美、坂本美春
- 美熟女ソープ壺姫御殿（5月25日 マドンナ）
- お漏らし人妻女教師（6月1日 MOODYZ）
- 拒めない、そして躰が疼く…（6月7日 アタッカーズ）共演:星野あかり、早乙女ルイ
- 犯された人妻達（6月18日、タカラ映像）他出演:村上涼子、艶堂しほり
- マジックミラー号 逆ナンパ 激烈ボディ 横浜みなとみらい編（6月18日、ディープス）共演:大沢佑香、小澤マリア、月野りさ
- ぶっかけ潮吹きアナル凌辱レズビアン（6月19日 アンナと花子）共演:今野梨乃
- 今どきの嫁（6月25日 マドンナ）
- 熟雌女anthology ＃047 「熟女の口はもっと嘘をつく。」（7月17日 アウダースジャパン）
- 間男 夫婦旅行を追跡して奥さんにエロ行為（7月23日 AROUND）
- やめて!女教師集団レイプ（8月1日、ワンズファクトリー）他出演:妃乃ひかり、大沢佑香、小坂めぐる、宮崎あい、高坂保奈美、一戸のぞみ
- 教師と生徒の逆転関係!禁断レズ学園 2（8月6日 ディープス） 共演：成瀬心美、石川鈴華
- 濡れ透け婦人の甘い疼き 〜挑発するレースクイーン・奈津美〜（8月7日 マドンナ）
- 禁断の香り（8月7日 アウダースジャパン）共演:東野愛鈴、小泉梨菜、愛音ゆう
- DOKIレズ 37（8月7日 アウダースジャパン）共演:東野愛鈴、小泉梨菜、愛音ゆう
- 人妻潮吹きソープランド（8月19日 YeLLOW）共演:大塚咲、星優乃、松田早紀
- 息子の嫁の桃尻（8月20日 スターパラダイス）
- 熟女派遣センター（8月20日、アキノリ）他出演:北条麻妃、高坂保奈美、神崎レオナ
- 挿入してほしいのを我慢しながらカメラ目線でオナニーさせられる女（8月21日、カオカコミュニケーション）他出演:雪見紗弥、七瀬かすみ、あすかみみ
- 堀口奈津美が初シーメールSEX（8月25日 OPERA［オペラ］）
- 堀口奈津美のM男お宅訪問（9月5日、フリーダム）
- One Nude（9月5日、SODクリエイト）他出演:東野愛鈴、涼宮ラム、並木るか、桃咲まなみ
- ドスケベな人妻との不倫はいかがですか?（9月17日、サムシング）
- アスリートOL 2 実業団陸上部所属（9月17日、サムシング）
- Lesbian Life 9（9月18日、U&K）共演:南つかさ
- 淫猥レズバトル VOL.1 セレブ妻vsエリート秘書妻（9月19日 ディープス）共演:鷹宮りょう
- 病院レズビアン（9月19日 アンナと花子）共演:鷹宮りょう
- 熟女の卑猥な接吻と手コキと交尾（9月22日 センタービレッジ）
- 美少女の足裏 16（10月5日、フリーダム）他出演:成瀬心美、愛音ゆり、村尾ふみえ、星崎奈々、三浦加奈
- 手コキクリニック10（10月8日、SODクリエイト）共演:北条麻紀、翔田千里、風間ゆみ、浅倉綾音
- エロスの新性紀（11月1日、MOODYZ）共演:西野翔、乃亜、真咲南朋、田嶋めぐみ、望月ちはや
- 長身モデル堀口奈津美の美脚コキ（11月5日、フリーダム）
- マン汁の香りがたっぷりついたパンティーをチ●ポに巻きつけられて勃起しちゃった僕。（11月5日、フリーダム）他出演:澄川ロア、鈴木杏里、風谷音緒、光矢れん、麻美らん、真白希実
- 高坂保奈美×堀口奈津美 悶絶潮吹きSPECIAL（11月7日 マドンナ）共演:高坂保奈美
- 近親相姦 爆発した性欲が母を壊す（11月17日 VENUS）
- Les Berry vol.3（12月4日、U&K）共演:南つかさ 他出演:石川鈴華、成瀬心美
- （裏）手コキクリニック〜完全版〜性交クリニックスペシャル WITH手コキクリニック（12月18日、SODクリエイト） 共演：北条麻紀、翔田千里、風間ゆみ、浅倉綾音
- 黒ストッキング足コキ 2（8月19日 YeLLOW）他出演:鮎川なお、大塚咲 他

- 時間よ止〜まれっ!発情させて!ヤリまくり!2（1月7日、アイエナジー）他出演:南つかさ、並木るか
- 義母奴隷（1月13日、溜池ゴロー）
- 発情若妻潮吹き団地（1月19日、クロス）共演:大塚咲
- OLレズ寮母（1月19日、アンナと花子）共演:風間ゆみ
- 巨乳美少女学園（1月19日、YeLLOW）共演:成瀬心美、森永ひよこ、美浦詩音
- ベロ痴女童貞狩り（1月25日、美）共演:星優乃
- MOODYZファン感謝祭 バコバコバスツアー2010 ハイテンション大乱交天国!!（2月1日、MOODYZ）共演:亜梨、つぼみ、晶エリー、雪見紗弥、今野梨乃、宮下まい、モカ、東野愛鈴、星乃せあら、須真杏里、深田梨菜、あすかみみ、甲斐ミハル、諸星セイラ、朋香めい
- 断れない状況でSEXしてしまう女たち（2月1日、V（ヴィ））他出演:水城奈緒、辻本りょう、早乙女ルイ、愛原つばさ
- 生徒の罠に堕ちた女教師（3月13日、溜池ゴロー）
- お姉ちゃんのオッパイのやわらかさにドキッとしたワタシ（3月18日、LADY×LADY）共演:
- むっちり尻コキ（3月19日、YeLLOW）他出演:鮎川なお、青木りん、水城奈緒、成瀬心美、星島ちさ、綾花ことみ、高瀬ひとみ、七宮はるか、中野みずほ
- 真性中出し（4月1日、MOODYZ）
- お尻の穴で「女のイク感覚」を体験デキる超スゴ技!「アナニ―」マスターDVD（4月6日、SODクリエイト）共演:早乙女ルイ、村西まりな、水城奈緒、妃乃ひかり
- 巨乳潮吹きレズ若妻（4月19日、クロス）共演:桐島ひかり
- 裏バコバコバスツアー2010 本編未収録!鬼吸引フェラチオ天国!!（5月1日、MOODYZ）共演:亜梨、つぼみ、晶エリー、雪見紗弥、今野梨乃、宮下まい、モカ、東野愛鈴、星乃せあら、須真杏里、深田梨菜、あすかみみ、甲斐ミハル、諸星セイラ、朋香めい
- 義姉凌辱調教 堀口奈津美 〜美しき麗奴〜（5月13日、溜池ゴロー）
- 街で見かけた素人カップルをナンパ! 彼氏の見ている前で恥かしい初レズ体験（5月20日、ピーターズ）他出演:月野りさ、桐生さくら、大槻ひびき、愛璃みい
- 絶頂家族（5月21日、カオカコミュニケーション）他出演:南つかさ 他
- 浣腸美熟女（5月25日、ダスッ!）
- ピストン騎乗位6（6月13日、アロマ企画）他出演:北条美里、長嶋知美、愛海一夏、佐久間梢、七海あん
- 突然2回連続でしゃぶられちゃった僕。その6（6月25日、アロマ企画）他出演:美咲りん、北村りょう、石山リョウ、朝比奈瑠依
- この夏弊社では、全裸ビズを採用いたします。（7月1日、タカラ映像）
- 誰にも言えない禁断のレズ恋愛親友のママに愛されて…vol.3（8月5日 ディープス）共演:大沢美加
- 母子交尾 【那須塩原路】（8月7日 ルビー）
- 女教師・女医・女子アナ いい女たちのお○んこいい…（8月10日 FAプロ）他出演:若林美保、高島恭子
- TOKYOレズビアン物語（8月27日 LADIES♀ROOM）共演:葉月ハルカ、山吹瞳
- 熟女レズ エロマゾふたなりバレエ教室（9月10日 グローバルメディアエンタテインメント）共演:有沢実紗、結城みさ
- ネコとタチ 八月の濡れた砂（9月10日 FAプロ）共演:飯島くらら、手塚みや、美咲奈々子
- MOODYZファン感謝祭　バコバコバスツアー2010 おかげさまで!! 10周年!大感謝スペシャル!!（9月13日・MOODYZ）出演:大橋未久、乃亜、園田ユリア、晶エリー、鈴木杏里、鷹宮りょう、葉月しおり、つぼみ、藤崎クロエ、大沢美加、橘なお、星崎アンリ、鈴音りおな、早乙女ルイ、並木るか
- TOKYOレズビアン物語 2（9月24日 LADIES♀ROOM）共演:森泉しほ、鏡麗子
- ネオパンストフェティッシュVer.15 レオタードの股間を見せつけながら密着指導する奈津美さんは、ノーパンパンストエロインストラクター（9月25日 AVS）
- 狂おしき人妻 通夜の夜もやってしまいました 葬儀の夜も…（9月25日 FAプロ）他出演:秀吉小夜子、香山蘭
- 旦那の点棒が足りなくて（10月7日、タカラ映像）
- 義母の筆おろし 巨尻に埋まる息子の童顔（10月9日、ルビー）
- 夫の教え子を誘惑する欲求不満妻（10月13日、溜池ゴロー）
- SOFT ON DEMAND 秘技伝授 【完全保存版】女をイカせる「秘技電マ授」電マ入門編＋全シリーズ総集編 Special Disc）」（通常版）（10月25日 SODクリエイト）共演:小澤マリア、井川ゆい、桃咲まなみ、純奈みなみ
- 暗闇で淑女はメスになる!（10月21日 AROUND）他出演:川上ゆう、柳田やよい、北条麻妃
- 透明社員（11月13日 MOODYZ）共演:佐山愛、月島うさぎ
- 大好き!!美脚!!（11月13日 ミスター・インパクト）
- CLUB TAKARA 第一話 【戻る憩いの場】（11月18日、タカラ映像）共演:伊織涼子、沢村麻耶、村上涼子、澤村レイコ、細川まり、秋本美乃里、篠原奈美、美原咲子、岡崎花江、川口凛子、佐々木千香
- ザーメン指名No.1 精液くさいピンサロ嬢（12月3日、ラッシュ）
- 清純女教師潮吹き崩壊ドラッグレイプ 堀口奈津美 30歳（12月10日、グローバルメディアエンタテインメント）
- LOVE BOOTS DELICIOUS 12（12月17日、HRC）

- 高身長痴女の小さいオッサン狩り（1月1日、MOODYZ） 共演：白石美咲、桐原エリカ、黒木麻衣
- み〜んな一緒に筆おろしましょ（1月6日、タカラ映像）
- 夜間学校女教師（1月7日、マドンナ） 共演：艶堂しほり
- 親戚の集まりで久しぶりに会った美人すぎるイトコが酔った勢いで僕のチ○ポをイジりはじめた…（1月8日、ヒビノ） 他出演：倉木みお、早乙女らぶ
- 非常階段のスッポン痴女（1月15日、ワープエンタテインメント） 他出演：神崎レオナ、横山みれい、星崎アンリ
- 誘惑レズ団地（1月19日、アンナと花子）共演:内田美奈子
- 堀口奈津美でござひます。 2 8時間（1月20日、タカラ映像）個人総集編
- 人妻監禁陵辱 受刑者 02（2月8日、MAD）
- ママのリアル性教育 8（2月17日、グローリークエスト）
- 美脚 熟女時代（2月25日、マドンナ）共演:星野あかり、有沢実紗
- うんこ座りピストン婦人（3月3日、タカラ映像）
- しつけてください 若妻・奴隷志願 奈津美30歳（4月15日、ドリームチケット）「奈津美」名義
- 鬼嫁への躾（4月20日、STAR PARADISE）
- 美味しく熟した堀口奈津美が、バスタオル姿でファンのお宅に、「押しかけます!」 03（4月20日、プレステージ）
- それでも貴方に愛されたいから… 〜夫に従順になるよう躾けられた勝気な人妻〜（5月1日、Fitch）「なつみ」名義
- 禁断肉欲劇場 鬼畜義父の中出し嫁調教（5月20日、STAR PARADISE）他出演:高坂保奈美、中森玲子、愛あいり、若菜あゆみ
- バレー部で嫁を主将に寝盗られた（6月2日、タカラ映像）共演:甲斐ミハル
- 近親相姦 ノーパン義母（9月1日、VENUS）
- R30 Glamorous（9月25日、デジタルアーク）
- 拷問人形 目黒区在住 堀口奈津美婦人（10月19日、ラビリンス）
- 堀口奈津美の鬼コキ!!ド淫語で叱られ手篭めにされちゃった僕。（10月19日、VENUS）
- Best of 堀口奈津美（12月2日、アウダースジャパン）個人総集編

- 妻パイパン（3月25日、デジタルアーク）
- 催眠中毒 准教授 奈津美29才（5月20日、催眠研究所）「奈津美」名義
- 挑発尻（6月7日、WEEKENDER）
- 日常遊戯 社長秘書（6月22日、セブン）「なつみ」名義
- 美熟女メモリアル（9月13日、ハヤブサ）
- 性交管理された淫乱人妻（10月12日、ケイ・エム・プロデュース）
- 脚責め天国!集団美脚イジメ 白衣の天使編（11月2日、OFFICE K’S）共演:瀬名あゆむ、芹那、水嶋あい、小倉もも、瑠菜、結城みさ、橘なお、小西レナ、大島あいる
- 淫語×愛液クチュクチュオナニー 2（11月2日、虎堂）共演:飯田せいこ、橘なお、黒沢那智、小西レナ、宮地由梨香
- 有害図書 熟れた女がいっぱい（11月13日、FAプロ・プラチナ）共演:円城ひとみ、菊川麻里、大越はるか、杉本はるか、北原夏美、今井ゆり
- 巨乳ママさんバレー部合宿 4（11月15日、グローリークエスト）共演:大堀香奈、中園貴代美、桜井あいしゃ、愛音さおり、橘実加
- 聖水虐め（11月16日、映天）共演:澤村レイコ、柳田やよい、黒沢那智、結城みさ
- 親父の後妻が若すぎて… ボクとママの禁断の秘め事（11月16日、クリスタル映像）共演:山本美和子、浅井色織
- 罵倒手コキ（11月16日、OFFICE K’S）共演:水嶋あい、瑠菜、結城みさ、飯田せいこ、小西レナ
- トリプルレズビアン 5 〜二穴交尾愛〜（12月7日、クリスタル映像）共演:羽月希、篠田ゆう
- 巨乳AV女優の自宅にお泊りして精子が枯れるまで筆おろし（12月20日、ロータス）共演:東尾真子、美咲結衣、知世奏

2013年
- 濃厚団地妻レズ 〜長身ビアン同士のねっとりしっとりたっぷりとしたキス中心の濃いSEX〜 （2月19日、VENUS） 共演：小早川怜子

2014年
- えろえろスペルマ 3 美熟女たちの精飲（5月16日、映天）他出演:高嶋美鈴、星野瞳、桐原あずさ、加藤ツバキ、松本まりな、細川まり
- ドスケベ美人義母の息子食い4時間（5月25日、Mellow Moon）他出演:蒼乃幸恵、内田美奈子、有沢実紗
- べろちゅうレズビアン（6月13日、BACK DROP）他出演:杏紅茶々、新井エリー、青山真希、竹内紗里奈、日向小夏、山本美和子、加納綾子、まりか、藤原ひとみ、あいかわ優衣、二葉恵、相島奈央、希咲エマ、深田梨菜、羽月希、朝桐光、香坂澪、川上ゆう、稲川なつめ、秋野みさき、結城みさ、松下美雪、篠田ゆう、美咲結衣
- 本当にエロい団地妻 4時間（6月19日、CROSS）他出演:水嶋あずみ、大塚咲、有沢実紗、RUMIKA
- あなたへ 今晩、あやこの家に泊まります。（7月7日、マドンナ）
- 母のねっとり筆おろし こともあろうに母親に童貞を奪われた僕（7月19日、エマニエル）他出演:沙羅樹、江原あけみ、藤咲沙耶、櫻井夕樹、平松恵理香、有沢実紗、羽月希、中園喜代美、愛あいり
- レズに堕ちていく私 〜一寸先はレズ地獄〜（8月7日、マドンナ）共演:水野朝陽
- 友人の母 息子の友人に犯され、幾度もイカされてしまったんです… 　広瀬奈々美（8月13日、溜池ゴロー）
- M性癖を持ち実は凌辱が好きなプライドの高い淫乱高飛車女教師（9月25日、GARCON）
- わざわざ大袈裟にジュパジュパ音を立てるフェラチオ（10月17日、SEX Agent）他出演:高槻ルナ、松本ほのか、月美弥生、夏海いく、松下千里、茜あずさ、山口かおり
- ご近所の人妻と中出し乱交（11月1日、プレステージ）共演:水原さな、水咲あかね、羽月希、篠田あゆみ、神波多一花
- オモチャが壊れるほど自慰しても性欲が収まらない美乳妻を脅迫激イカせSEX（11月1日、プレステージ）他出演:香山美桜、宮野ゆかな
- 美脚痴女 ムレムレのパンスト足臭　広瀬奈々美（11月19日、MEGAMI）

2016年
- 恍惚絶頂 白目剥き泡吹きアクメ 媚薬レイプ（12月9日、なでしこ）他出演：澤村レイコ、有沢実紗
- 親愛なるフェラチオ夫人 濃厚でねっとりとした美人妻のおしゃぶり 4時間（12月11日、ジャネス）他出演：篠田あゆみ、北条麻妃、波多野結衣、澤村レイコ、小早川怜子
- 膣内射精ゾッコン派！淫語で誘う美人妻の中出しおねだりSEX4時間12人（12月15日、プリモ）他出演：篠田あゆみ、小早川怜子、澤村レイコ、大場ゆい、北条麻妃、川上ゆう、波多野結衣 他
- ミニスカ痴女連合! ち○ぽSOS!!（12月25日、アロマ企画）他出演：立花さや、松すみれ、平松恵理香、小嶋実花、月美弥生、大槻ひびき 他
- ヘンリー塚本 中年男女たちの禁断の愛のドラマ集 2  非道徳（12月25日、FAプロ）他出演：星野あかり、三咲恭子、花宮あみ、倖田李梨、北原夏美、熊谷麻美、荒木まい、手塚みや
- 弱者のフリした変態ジジイ 若い娘7人にヤりたい放題（12月25日、かぐや姫）他出演：鈴森汐那、二宮ナナ、蓮実クレア、水原さな、瀬奈まお、河音くるみ

2017年
- 両手に痴女でしゃぶられシコられ挟み撃ちされるサラウンド型エクスタシー（1月13日、痴ロモン/妄想族）他出演：篠田あゆみ、澤村レイコ、蓮実クレア、神ユキ、上原花恋、小早川怜子、みづなれい、川上ゆう、HIKARI
- 上も下も超気持ち良い! 恋人気分で濃密ベロキスをしながら思いっきり情熱的なSEXしてみませんか? 4時間12名（1月15日、プリモ）他出演：北川エリカ、篠田あゆみ、大場ゆい、みづなれい、夏目優希、浜崎真緒、大槻ひびき、桜井あゆ、佳苗るか、蓮実クレア、夏希みなみ
- 板○区ヤリマン団地壱号棟目が合う→ヤれる→入れたら即イキ 超お手軽寝取られ巨乳団地妻。7人4時間（1月27日、TMA）他出演：小峰ひなた、水野朝陽、倉多まお、橘優花、竹内紗里奈、塚田詩織
- 近親レズビアン あなたにチ○ポでは味わえない事教えてあげる! 双頭ディルドレズセックス! ズッポリ根元まで挿入しイキまくる姉妹たち!!（1月31日、ジャネス）他出演：音無かおり、本庄瞳、寺崎泉、翔田千里、三喜本のぞみ、小早川怜子、澤村レイコ、村上涼子、川上ゆう
- 愛する妻のアナルを寝取られて…。～嫉妬と悔しさで胸が張り裂けそうなのに興奮が収まらない…!!～（2月1日、マドンナ）
- 愛汁まみれの淫乱マ○コをぱっくり見せつけ淫語を連発しながら誘惑してくるオナニー【メス発情してフェロモン出まくりのお姉さま限定】 4時間 12人（2月15日、プリモ）他出演：蓮実クレア、大場ゆい、浜崎真緒、香山美桜、北条麻妃、みづなれい、桜井あゆ、小早川怜子、篠田あゆみ、かすみりさ、松岡セイラ
- 富裕層セレブ妻の変態メス汁が溢れ出る淫語オナニー 淫らな私の秘密をアナタだけに全部見せてあげるわ 4時間12名（4月15日、プリモ）他出演：川上ゆう、篠田あゆみ、澤村レイコ、小早川怜子、結城みさ、北条麻妃、竹内紗里奈、波多野結衣、冴島かおり、横山みれい、水沢真樹
- ちんシャブ大好き女 広瀬奈々美（5月26日、ケイ・エム・プロデュース/REAL）
- 潮吹きオルガ 常軌を逸脱したイキ狂い潮吹きオナニー PART4（6月13日、ジャネス）他出演：夏希みなみ、大槻ひびき、浜崎真緒、佳苗るか、鈴原エミリ、川上ゆう
- R68 男68歳にして華やぐ 浪漫ポルノのおんなたち（8月10日、SODクリエイト）他出演：児玉るみ
- 【肉ビラめくれ過ぎ!】ディルド丸呑み! オナニー狂。02 至近距離から淫語連発! ズボッズボ音速ピストンオナニーを見せつけて壮絶アクメでおかしくなる変態美女。4時間16人（8月25日、ビッグモーカル）他出演：花咲いあん、川上ゆう、大槻ひびき、浜崎真緒、神納花、神ユキ、仁美まどか、夏希みなみ、長谷川夏樹、蓮実クレア、佳苗るか、澤村レイコ、篠田あゆみ、小早川怜子、大場ゆい
- 局部麻酔犯 女性患者のアソコを麻痺させ挿入を繰り返した悪徳産婦人科医の流出映像（9月7日、桃太郎映像出版）他出演：倉本紗季、中森玲子、峰岸志保、観月恋、神田ほのか、清瀬怜、小滝紗由美、滝沢あんな、鏡麗子
- かかってこいよ小早川怜子 因縁女優とガチンコレズバトル3番勝負（11月16日、ROCKET）共演：小早川怜子、横山みれい、涼川絢音

2018年
- 「知らなければ良かった、息子が私を女として見ていたなんて…」 温泉旅行で成熟した母親の裸に興奮した童貞息子の視線に気づいた母は…（6月8日、なでしこ）他出演：水谷しえり、北条麻妃、吉野艶子、結城みさ、荒木瞳
- 人妻の献身介護 【ケダモノの老人】（6月8日、新世紀文藝社）他出演：鈴森汐那、二宮ナナ、瀬奈まお、西尾れむ、森はるら、河音くるみ
- えげつない一撃大量顔射 30人8時間 2（7月27日、ケイ・エム・プロデュース/REAL）他出演：星奈あい、優梨まいな、向井藍、AIKA、通野未帆、碧しの、水城りの、涼川絢音、澁谷果歩、五十嵐星蘭、佳苗るか、波木はるか、麻里梨夏、佐々木あき、成宮いろは 他

2019年
- 狂った理性 あなた許して…第一章（6月28日、ナタリー文庫）他出演：風間ゆみ、黒木かえで、水元ゆうな、雪乃、甘衣かおり、松野ゆい

### イメージビデオ
- 美女秘湯めぐり 松川渓谷温泉編（2010年11月26日、オルスタックピクチャーズ）他出演:星野あかり、佐山愛

## 出演

### テレビ

#### ドラマ
- 秘書のカガミ -第5話（2008年5月10日、テレビ東京）-　阪崎英理子役
- 特命係長 只野仁スペシャル '09（2009年1月3日、テレビ朝日）
- 三代目明智小五郎〜今日も明智が殺される〜 -第1話 （2010年4月13日、毎日放送/TBS）- アパートの女 役
- さくら心中 -第43話（2010年3月4日、東海テレビ）-　健の仲間

#### バラエティー
- エロ生☆パラダイス　（GyaOジョッキー、2009年1月27日放送分）
- おとなのびっくりクリニック2（日本海テレビ、2010年11月・マンスリーゲスト）
- 第1回セクシー女優ダラケ!のスカパー!水泳大会（2015年8月22日、BSスカパー）

### オリジナルビデオ
- やらせる女教師（2011年10月21日、GPミュージアム）共演:あいかわ優衣
- デコトラ・ギャル 麻里（2012年4月20日、オールインエンタテインメント）

### インターネット
- 奈津美の部屋（仮）（ゲラゲラLIVEチャット、2009年4月22日 - 7月9日）
- 堀口奈津美の奈津美の部屋　（LIVE Station.TV、木曜21:30 - （2・4週は20:00 - ））　No.13-
- エムPの安達チャンネル　（あっ!とおどろく放送局、2009年6月19日、12月18日）
- 土カティーン（あっ!とおどろく放送局、2009年10月3日）
- 夜遊びメールバトル金曜（あっ!とおどろく放送局、2009年12月18日）
- セクシー系プロダクション「プライムエージェンシー」のあぶない忘年会（あっ!とおどろく放送局、2009年12月28日）
- あっ!と生忘年会2010（あっ!とおどろく放送局、2010年12月22日）
- 堀口奈津美のサヨナラ2010 （あっ!とおどろく放送局、2010年12月31日）